# Vorgangsbearbeitung
Unter Vorgangsbearbeitung von Akten und / oder Sachdaten versteht man die computergestützte Bearbeitung von Vorgängen durch Sachbearbeiter einer Verwaltung (z. B. die Bearbeitung von Anträgen auf staatliche Leistungen) von der Entstehung des Vorgangs (Antragstellung) bis zur endgültigen Erledigung entlang vorgegebener, meist verzweigter Bearbeitungswege. Der Begriff Vorgang wird sowohl auf den Prozess als auch die zusammengehörigen Dokumente, die in einem Prozess entstehen und zur Aktenbildung führen, verwendet. Außerhalb der öffentlichen Verwaltung wird von Geschäftsprozessen gesprochen. Dies wird als Geschäftsprozessmanagement bezeichnet. 
Ein Vorgang durchläuft nacheinander, z. T. auch gleichzeitig, mehrere Zustände (siehe unter Status) bei oftmals verschiedenen Bearbeitern. Je nach Status sind unterschiedliche Bearbeitungsaktivitäten erforderlich oder zulässig.
Grundelement einer Anwendungssoftware zur Vorgangsbearbeitung ist die Führung entlang des vordefinierten Bearbeitungswegs, auch Arbeitsablauf (workflow) genannt. Workflows können parallel und/oder sequentiell durchlaufen werden. 
In der Praxis gibt es hauptsächlich zwei Methoden, um die Vorgangsbearbeitung elektronisch zu unterstützen: 
- Workflow-Management-Systeme steuern den Bearbeitungsweg einer elektronischen Akte statusabhängig quasi von Arbeitsplatz zu Arbeitsplatz. Der eigentliche Arbeitsinhalt der Sachbearbeitung hingegen wird entweder überhaupt nicht oder nur indirekt durch Aufruf von anderen Programmen unterstützt. Derartige Systeme werden meist kombiniert mit einem Dokumentenmanagementsystem für die elektronische Aktenhaltung.

- Soll hingegen in erster Linie die inhaltliche Bearbeitung strukturierter Sachdaten mit Bildschirmmasken u. ä. durch das Programm gesteuert werden (sachdatenorientierte Vorgangsbearbeitung), dann kommen typische Datenbankanwendungen zum Einsatz, entweder Individuallösungen oder Branchenlösungen.

Eine Sonderform ist die automatische Vorgangsbearbeitung in Form der Prozessautomatisierung. Falls einige oder alle Bearbeitungsschritte ohne Zutun eines Sachbearbeiters möglich sind, kann die Vorgangsbearbeitung teilweise oder komplett automatisiert auf einem Server abgearbeitet werden. Automatische Bearbeitungsschritte werden meist in Nachtprozesse ausgelagert. Typisch hierfür ist der nächtliche Massendruck von Bescheiden oder Mahnungen. Mit besserer Qualität hält auch die automatische Rechnungsbearbeitung Einzug. Das setzt einen hohen Grad an betrieblicher Organisation voraus.